# Bossiaeeae
Bossiaeeae je  tribus mahunarki iz potporodice iz potporodice Faboideae kojemu pripada ukupno šest rodova.

## Rodovi
1. genus Aenictophyton A.T. Lee
2. genus Bossiaea Vent.
3. genus Goodia Salisb.
4. genus Muelleranthus Hutch.
5. genus Platylobium Sm.
6. genus Ptychosema Benth.